# モーデン・サウス駅
モーデン・サウス駅 (モーデン・サウスえき、Morden South Station) は、マートン・ロンドン特別区モーデンにある鉄道駅である。サットン・ループ線上に位置しており、列車はゴヴィア・テムズリンク・レールウェイによって主に「テムズリンク」ブランドで運行されている。トラベルカード・ゾーンは4に属している。
駅の東側に隣接して、西欧最大級のモスク、バイトゥル・フトゥ (Baitul Futuh, Bait-ul-Futuh) がある。さらにそのすぐ東隣には、ロンドン地下鉄のモーデン車両基地がある。

## 歴史
ウィンブルドンとサットンを結ぶ鉄道の建設に対する議会の認可は、1910年にウィンブルドン・アンド・サットン鉄道 (Wimbledon and Sutton Railway, W&SR) が獲得したが、実際の建設事業は第一次世界大戦の勃発によって遅れることになった。 W&SRの設立時から、その株式の一部は当時のメトロポリタン・ディストリクト鉄道 (Metropolitan District Railway, MDR)（現在のディストリクト線の前身）が保有しており、MDRは新たに建設される路線を経由して列車を運行する権利を確保していた。1920年代には、MDRを所有していた、当時のロンドン電気鉄道 (London Electric Railway Company、LER)（現在のロンドン地下鉄の前身）が、シティ・アンド・ロンドン鉄道 (C&SLR) の路線の一部を利用して、当時のシティ・アンド・サウス・ロンドン鉄道 (City and South London Railway, C&SLR)（現在のノーザン線）をサットンまで延伸する計画を立てた。当時のサザン鉄道 (SR) がこの計画に反対し、LERとSRは交渉を経て、C&SLRのモーデン駅までの延伸を可能にする代わりに、LERがW&SRの路線に関する権利を放棄する、という内容の合意に達した。こうして、当初W&SRが計画した路線は、ロンドン周辺では最後の鉄道幹線建設のひとつとしてSRによって建設された。モーデン・サウス駅は、サウス・マートン駅から路線がつながった1930年1月5日に開業した。
かつては、モーデン・サウス駅に隣接したエクスプレス・デアリーズ (Express Dairies) の瓶詰め工場への引き込み線があった。1950年代や1960年代には、この工場で瓶詰め出荷される牛乳は、「ミルク・トレイン」と称された牛乳運搬車によって工場に搬入されていた。引き込み線への手動によるポイント切り替えは、モーデン・サウス駅の職員の仕事だった。瓶詰め工場は1992年に閉鎖されている。

## 乗り継ぎ
モーデン・サウス駅で乗り継げるロンドン・バスの路線は、 80番、93番、154番である。

## 運行状況
サットン・ループ線の列車はセント・オールバンズ・シティ駅（街）を北端とするテニスラケット上の系統に組み込まれており、ウィンブルドン駅方面にループを時計回りする列車とサットン駅方面にループを反時計回りする列車が、オフピーク時には毎時2本ずつ運行されている。なお、この系統は平日夕方の一部がベッドフォード駅（街）まで、日曜オフピーク時にはルートン駅（街）まで延長されることがある。
これらに加え、平日ピーク時には同じゴヴィア・テムズリンク・レールウェイの「サザン」ブランドを用い、北端をロンドン・ブリッジ駅とした系統が、朝は反時計回りで、夕方は時計回りで運行される。

## 隣の駅
ナショナル・レール
■テムズリンク（ゴヴィア・テムズリンク・レールウェイ）
セント・ヘリア駅 - モーデン駅 - サウス・マートン駅